# Ксенија (филм)
„Ксенија“ (грч. Ξενία) је грчки играни филм из 2014. који је режирао Панос Х. Кутрас. Главне улоге тумаче Костас Никули и Никос Гелија. Филм је премијерно приказан на фестивалу у Кану, 19. маја 2014, а учествовао је и у такмичарском програму 43. Феста.

## Улоге
| Глумац             | Улога                |
| ------------------ | -------------------- |
| Костас Никули      | Дани                 |
| Никос Гелија       | Одисејас             |
| Агелос Пападимитру | Тасос                |
| Јанис Станкоглу    | Лефтерис Кристопулос |
| Пати Право         | Пати Право           |